# Oxyporhamphus micropterus
Oxyporhamphus micropterus ist eine Fischart aus der Familie der Hemiramphidae. Es sind kleine, etwa 18 Zentimeter lange, langgestreckte Fische, deren Brustflossen ähnlich wie die der Fliegenden Fische vergrößert sind. Ihnen fehlt der typische verlängerte Unterkiefer der anderen Halbschnäblerarten.
Oxyporhamphus micropterus ist marin und lebt im Roten Meer, im Indopazifik vom Arabischen Meer und Ostafrika bis nach Japan und Mexiko bis Peru, sowie im westlichen und östlichen Atlantik von North Carolina bis Brasilien und von Kap Verde bis Luanda.

## Systematik
Oxyporhamphus micropterus wird je nach Autor mal als basaler Fliegender Fisch (Exocoetidae) oder als Halbschnäbler eingeordnet. Eine phylogenetische Studie sieht Oxyporhamphus als Halbschnäbler innerhalb der Gattung Hemiramphus.
Es gibt zwei Unterarten:
- Oxyporhamphus micropterus micropterus (Valenciennes, 1847), Pazifik & Indischer Ozean
- Oxyporhamphus micropterus similis Bruun, 1935, Atlantik

Eine vorübergehend der Gattung zugeordnete zweite Art (Oxyporhamphus convexus (Weber & de Beaufort, 1922)) wird heute wieder in die Gattung Hemiramphus gestellt.